# Aspalathus obtusifolia
Aspalathus obtusifolia är en ärtväxtart som beskrevs av Rolf Martin Theodor Dahlgren. Aspalathus obtusifolia ingår i släktet Aspalathus och familjen ärtväxter. Inga underarter finns listade i Catalogue of Life.